# Oresbius tegularis
Oresbius tegularis là một loài tò vò trong họ Ichneumonidae.